# Серединцы (Хмельницкая область)
Серединцы (укр. Серединці) — село в Шепетовском районе Хмельницкой области Украины.
Население по переписи 2001 года составляло 794 человека. Почтовый индекс — 30426. Телефонный код — 38-40. Занимает площадь 0,183 км². Код КОАТУУ — 6825587501.

## Местный совет
30426, Хмельницкая обл., Шепетовский р-н, с. Серединцы